# Hadaka Matsuri

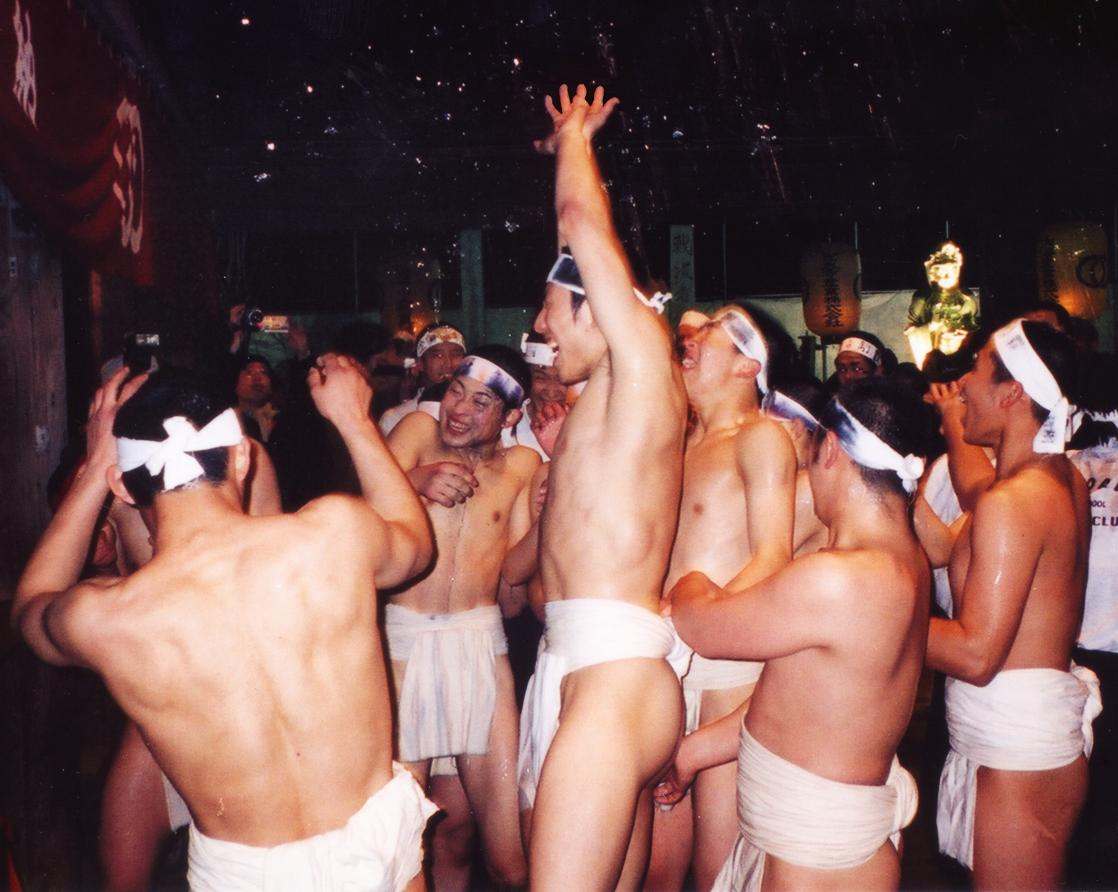
Uczestnicy Saidaiji Hadaka Matsuri

Hadaka Matsuri (jap. 裸祭り, pl. dosł. Festiwal Nagości) – pierwsze wzmianki o festiwalu pochodzą z 767 roku. Jest obchodzony w dziesiątkach japońskich miast. Najbardziej popularny jest jednak ten odbywający się w Okayamie. Każdego roku, latem lub zimą, około 10 000 mężczyzn gromadzi się w skąpych strojach ubranych jedynie w przepaskę na biodrach (fundoshi) lub całkowicie nago.

## Opis
Festiwal Nagości jest uważany za święto, podczas którego uczestnicy stają się nadzy, jak w chwili narodzin i komunikują się z bogami w stanie czystości i niewinności. Istnieją dwa główne rodzaje rytuałów: jeden, aby oczyścić ciało, usunąć pecha i odrodzić się, a drugi, aby modlić się o obfite zbiory i duży połów ryb w ciągu roku.
22 lutego 2024 roku, po raz pierwszy od powstania festiwalu, organizatorzy zgodzili się na udział około 40 kobiet.